# Mickuny (gmina)

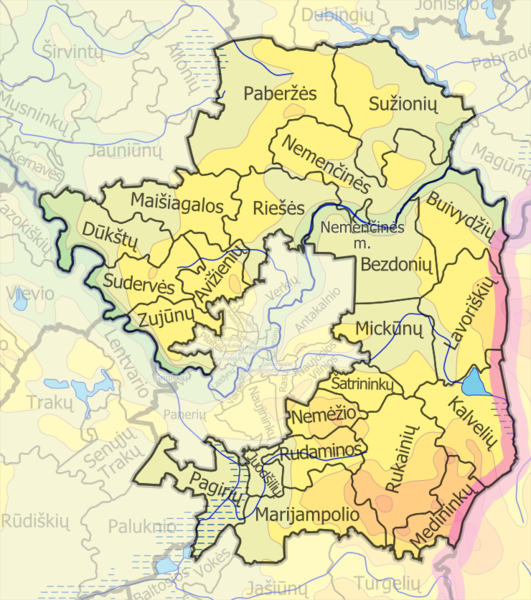
Gmina na mapie rejonu

Mickuny (lit. Mickūnų seniūnija) – gmina na Litwie, w okręgu wileńskim, w rejonie wileńskim.
Siedziba gminy – miasteczko Mickuny (1389 mieszkańców). Na terytorium gminy są 34 miejscowości, większe z nich: Gałgi (1 426 mieszkańców), Skajstery (461 mieszkańców), Wiktoryszki (301 mieszkańców), Osinniki Pierwsze (227 mieszkańców).

## Powierzchnia terenu
8200 ha, z nich – 5330 ha stanowią użytki rolne, 900 ha – lasy, 1970 ha – zbiorniki wodne oraz grunty o innym przeznaczeniu.

## Ludność
5529 osób.

## Skład etniczny (2011)
Według spisu z 2011 roku.
- Polacy – 62,5%
- Litwini – 21,0%
- Rosjanie – 6,5%
- Białorusini – 7,0%

## Infrastruktura
2 urzędy pocztowe, 2 szkoły średnie, szkoła początkowa, posterunek policji, punkt medyczny, ambulatorium, 6 sklepów, 5 pawilonów handlowych, kościół, cmentarz, rezerwat wodny rzeki Wilenki.

## Przedsiębiorczość lokalna
Rolnictwo i leśnictwo, usługi świadczone dla mieszkańców.

## Miejscowości
W skład gminy wchodzi 1 miasteczko, 31 wsi i 2 osady kolejowe. Miejscowości w gminie Mickuny:
| - Darżele - Dziedoniszki - Dziewaniszki - Gajluny - Gałgi - Hajduny - Jałówka | - Kamionka - Kiwiszki - Kojrany - Liżyszki - Łynki - Mickuny (miasteczko) - Mickuny (osada) | - Miłoszówka - Możejki - Muchna - Nowosiółki - Osinniki Drugie - Osinniki Pierwsze - Osinniki Trzecie | - Paluliszki - Papiernia - Płaty - Podrupie - Rakunty - Saduniszki - Skajstery | - Sunkieły - Tawria - Ulita - Wiktoryszki - Wołowszczyzna - Zagóryszki |